# 宗教生活的基本形式
《宗教生活的基本形式》（法語：Les formes élémentaires de la vie religieuse），是法国社会学家艾彌爾·涂爾幹最后一部學術著作，出版于1912年。
《宗教生活的基本形式》為涂爾幹晚年之作。意圖為從初民社會的基本互動方式，建構出社會構成的最基本元素，加以認識。涂爾幹歸結出一個社會構成的最基本要素有：神聖／世俗之分，圖騰崇拜，儀式，節慶活動，氏族等要素。涂爾幹认为，这些元素无不以社会文化为模板。

## 主要概念
在日常生活裡面，人們散居在自然各地，但是當聚集一起，開始交流時，其實为集體情感與集體意識的肇生與增強過程，这种「不知名力量」遠超過個體可以控制的，於是被視為是具有神聖性的東西，而與各個個體、一般世俗物區隔開來。
在该书中，涂爾幹认为神聖與世俗絕對的二分，是宗教最基本構成的第一要件。但人總想回到那個神聖而狂歡的狀態，於是透過定期舉辦節慶活動與特殊節日，並透過反覆的儀式舉動，人們漸次可以再喚醒彼此身上的集體情感，最後共同達到先前的神聖狀態。這就是慶典的重要性。同時，在共同交流的過程中，也由於那股力量、集體情感太過抽象而無以名狀，當群體一齊認可的對象，就會把情感投射到它身上，於是出現圖騰，以及將圖騰轉型到其他對象身上的「圖騰標記」，這些東西多少都分享著最初的神聖性，並提醒著人們神聖的集體情感在哪。此即為圖騰崇拜之源。
另外從上述延伸出來的，就是崇拜團體（氏族）內依照神／俗二分所建構出來的世界觀與分類系統。按照神聖性，依次可以透過氏族的分類與詮釋（包括對於善惡的觀念），開展出對整個世界的觀點與認知架構。這個想法，後來透過他姪子牟斯傳給法國結構主義大師李維史陀，為結構主義最原初的模型。

## 影响
涂爾幹雖然並未在该書完整陳述自己終身研究的奧義，上述幾個元素的歸總，對後世人文社會科學影響甚鉅。但该书中因为取材及论述的问题，也遭到一些学者的批评。

### 引用
1. ↑  托卡列夫. . 由汤正方翻译. 中国社会科学出版社. 1983: 223–224 （中文（简体））.
2. ↑  E. Evens－Pritchard. . London: Faberand Faber Limited. 1981: 153–169 （英语）.